# Johannes Bosscha (statsman)
Johannes Bosscha, född 19 mars 1797 i Harderwijk, död 9 december 1874 i Haag, var en nederländsk statsman och historiker. Han var son till Herman Bosscha och far till Johannes Bosscha.
Bosscha blev professor vid högskolan i Amsterdam och innehade 1853–59 kultusportföljen. Hans främsta verk är Neérlands heldendaden te lande (1853–56; ny upplaga 1869–75).